# Mengli I. Geraj
Mengli I. Geraj (krimsko tatarsko I Meñli Geray, ۱منكلى كراى, turško ‎ I. Mengli Giray, rusko Менгли I Герай, Mengli I Geraj, ukrajinsko Менґлі I Ґерай, Mengli I Geraj) je bil leta 1466, 1469–1475 in 1478–1515 kan Krimskega kanata, * 1445, † 17. april  1515. 
Bil je šesti sin krimskega Hadžija I. Geraja.

## Življenjepis
Mengli je prvič prišel na krimski prestol leta 1466, vendar ga je že po nekaj mesecih odstavil brat Nur Devlet. Na pretol je ponovno prišel januarja 1469 in bil marca 1475 med uporom rivalskih bratov in plemstva ponovno odstavljen.
Leta 1475 so ga v Feodoziji aretirali Osmanski Turki in ga poslali v Istanbul, kjer so ga prisilili, da je priznal osmansko suverenost nad Krimskim kanatom. Leta 1478 so ga ponovno ustoličili. Med svojo vladavino je veliko prispeval k razvoju državnosti Krimskih Tatarov. Ustanovil je trdnjavo Özü, sedanji Očakov.
Leta 1502 je porazil zadnjega kana Zlate horde in prevzel oblast v njeni prestolnici Saraj. Razglasil se je za kagana (cesarja) in kot naslednik Zlata horde zahteval oblast nad vsemi tatarskimi kanati v Kaspijsko-volški regiji.
V Bahčisaraju je naročil gradnjo medrese Zıncırlı (medresa z verigami)  v Salačiku (1500), grobnico (turbe) v  Salačiku (1501) in Demir Qapı (Železna vrata), portal  v bahčisarajski palači (1503).  Pokopan je grobnici v Salačiku v Bahčisaraju.

## Družina
Bil je oče kanov Mehmeda I. in Sahiba I. Geraja.
V preteklosti se je domnevalo, da je po materini strani preko domnevne  hčerke Ajše Hafsa Sultan stari oče sultana Sulejmana I. Veličastnega. Domnevo so kasneje ovrgli.
Menglijeve žene so bile: 
- Zajan  (Šajan) Sultan Hatun, hčerka kneza Jedigarja
- Mahdum Sultan Hatun, hčerka čerkeskega kralja  Inarmaza Mirza
- Nur Sultan Hatun, hčerka kneza Timurja ibn Mansurja, bega Megitov.